# Religioni in Togo
Secondo fonti ufficiali, il cristianesimo è la religione più diffusa in Togo. Le statistiche pubblicate nel 2004 dall'Unità di ricerche demografiche dell'Università di Lomé riportano che i cristiani sono circa il 48% della popolazione; il 33% circa della popolazione segue le religioni africane tradizionali; la terza religione è l'islam, professato da circa il 14% della popolazione; il rimanente 5% della popolazione segue altre religioni o non segue alcuna religione. Nel 2009 la statistica è stata aggiornata: i cristiani sono risultati il 44% circa, i seguaci delle religioni tradizionali il 36% circa, mentre i musulmani si sono confermati al 14%.  Non sono disponibili statistiche ufficiali più recenti. Le stime del Pew Research Center e dell'Association of Religion Data Archives (ARDA), riferite rispettivamente al 2010 e al 2015, confermano sostanzialmente questi dati. La prima organizzazione dà i cristiani al 44% circa della popolazione, le religioni africane al 36% circa e i musulmani al 14%, mentre l'1% circa segue altre religioni e il 6% circa non segue alcuna religione. La seconda organizzazione dà invece i cristiani al 48% circa, le religioni africane al 33% circa e i musulmani al 18% circa, mentre l’1% della popolazione segue altre religioni o non segue alcuna religione. Altri studi hanno tuttavia messo in rilievo che una parte dei cristiani e dei musulmani segue anche le pratiche religiose tradizionali senza dichiararlo, perché non sono approvate dalle religioni di appartenenza, per cui in pratica circa metà della popolazione del Togo seguirebbe le religioni tradizionali, anche sotto forma di culti sincretici africani. La costituzione stabilisce che il Togo è uno Stato laico e prevede la libertà di religione entro i limiti stabiliti dalla legge. Le religioni riconosciute dallo Stato sono il cattolicesimo, il protestantesimo (considerati come se fossero religioni separate) e l'islam: le festività di queste religioni sono riconosciute come festività nazionali. Tutte le altre religioni, comprese quelle africane tradizionali, devono registrarsi. Nelle scuole pubbliche non è previsto l'insegnamento delle religioni. Ci sono molte scuole private religiose cattoliche, protestanti e islamiche, a cui il governo invia come insegnanti integrativi personale statale stipendiato. Le religioni registrate possono aprire proprie scuole nel rispetto dei requisiti di legge. I gruppi religiosi non possono possedere stazioni radio-televisive e non possono costituire partiti politici.

## Religioni presenti

### Cristianesimo
La maggioranza dei cristiani togolesi sono cattolici (circa il 28%); i protestanti sono circa il 10% e il 6% circa sono cristiani di altre denominazioni.
La Chiesa cattolica è presente in Togo con una sede metropolitana (l'arcidiocesi di Lomé) e sei diocesi suffraganee. 
I gruppi protestanti presenti in Togo comprendono luterani, metodisti, presbiteriani, pentecostali, battisti e avventisti del settimo giorno. La principale denominazione protestante in Togo è la Chiesa evangelica presbiteriana, seguita dalle Assemblee di Dio.
Fra i cristiani di altre denominazioni, sono presenti la Chiesa di Gesù Cristo dei Santi degli Ultimi Giorni (i Mormoni) e i Testimoni di Geova.  

### Islam
I musulmani presenti in Togo sono in maggioranza sunniti. Alcune fonti alzano la percentuale di musulmani nel Paese al 20%, stimando che vi sia stata un'immigrazione dai Paesi vicini che non è stata evidenziata da statistiche ufficiali.

### Religioni africane
Specialmente nel sud del Paese, molte persone credono nell'esistenza degli spiriti e seguono pratiche religiose basate sul culto degli antenati, l'uso di medicine tradizionali, pratiche magiche e riti vudù. Queste pratiche possono convivere anche con l’adesione al cristianesimo o all'islam.

### Altre religioni
In Togo sono presenti piccoli gruppi di bahai, indù e buddhisti.